# Tournoi des Six Nations féminin 2018
Cet article traite de l'épreuve féminine. Pour la compétition masculine, voir Tournoi des Six Nations masculin 2018.
Pour un article plus général, voir Tournoi des Six Nations féminin.
Navigation
Tournoi féminin 2017 Tournoi féminin 2019
Le Tournoi des Six Nations féminin 2018 est la vingt-troisième édition du Tournoi, une compétition annuelle de rugby à XV, et la dix-septième disputée par six équipes européennes : Angleterre, pays de Galles, Irlande, France, Écosse et Italie.
Il se déroule du 2 février au 18 mars 2018, et selon un calendrier de cinq journées. Les trois équipes qui ont en 2018 l'avantage de jouer un match de plus à domicile que les autres sont la France, L'Irlande et le pays de Galles. Cette année, la France gagne le Tournoi en réussissant le Grand Chelem. Le match France-Angleterre du 10 mars voit un record d'affluence pour le tournoi féminin avec 17 440 spectateurs.

## Réforme du classement
Comme lors du Tournoi 2017, ainsi que pour les versions masculines et moins de 20 ans, les organisateurs ont introduit une réforme du classement. Auparavant, les équipes se voyaient attribuer 2 points en cas de victoire, 1 point en cas de match nul et zéro en cas de défaite. Désormais, une victoire vaudra 4 points, un match nul 2 points et une défaite toujours zéro. Les équipes pourront aussi gagner des points de bonus : un point de bonus offensif est octroyé si une équipe inscrit au moins quatre essais dans un match et un point de bonus défensif est attribué à une équipe si elle perd avec un maximum de 7 points d'écart. Enfin, pour lui garantir la victoire finale, une équipe réussissant le Grand Chelem aura un bonus de 3 points.

## Calendriers des matches

Nations participantes au Tournoi

Le calendrier des matchs du tournoi 2018 est confirmé par l'organisateur le 28 novembre 2017.
Les heures sont données dans les fuseaux utilisés par le pays qui reçoit : WET (UTC+0) dans les îles Britanniques et CET (UTC+1) en France et en Italie.
| Le 2 février à 18h00 | Eirias Stadium, Colwyn Bay        | Pays de Galles | 18 - 17 | Écosse     |
| Le 3 février à 21h00 | Stade Ernest-Wallon, Toulouse     | France         | 24 - 0  | Irlande    |
| Le 4 février à 18h30 | Stadio Mirabello, Reggio d'Émilie | Italie         | 7 - 42  | Angleterre |

| Le 10 février à 12h15 | The Stoop, Twickenham           | Angleterre | 52 - 0 | Pays de Galles |
| 10 février à 19h05    | Scotstoun Stadium, Glasgow      | Écosse     | 3 - 26 | France         |
| Le 11 février à 13h00 | Donnybrook Rugby Ground, Dublin | Irlande    | 21 - 8 | Italie         |

| Le 23 février à 19h05                     | Scotstoun Stadium, Glasgow      | Écosse  | 8 - 43  | Angleterre     |
| Le 24 février à 21h00 (Trophée Garibaldi) | Stade Armand-Cesari, Bastia     | France  | 57 - 0  | Italie         |
| Le 25 février à 15h00                     | Donnybrook Rugby Ground, Dublin | Irlande | 35 - 12 | Pays de Galles |

| Le 10 mars à 21h00 | Stade des Alpes, Grenoble       | France         | 18 - 17 | Angleterre |
| Le 11 mars à 11h45 | Principality Stadium, Cardiff   | Pays de Galles | 15 - 22 | Italie     |
| 11 mars à 13h00    | Donnybrook Rugby Ground, Dublin | Irlande        | 12 - 15 | Écosse     |

| Le 16 mars à 17h30 | Ricoh Arena, Coventry      | Angleterre     | 33 - 11 | Irlande |
| Le 16 mars à 18h00 | Eirias Stadium, Colwyn Bay | Pays de Galles | 3 - 38  | France  |
| Le 18 mars à 15h00 | Stadio Plebiscito, Padoue  | Italie         | 26 - 12 | Écosse  |

## Classement
| Rang | Équipe         | J | V | N | D | Em | Ee | Bo | Bd | Pm  | Pe  | Diff | Pts |
| ---- | -------------- | - | - | - | - | -- | -- | -- | -- | --- | --- | ---- | --- |
| 1    | France         | 5 | 5 | 0 | 0 | 25 | 2  | 4  | 0  | 163 | 23  | +140 | 27  |
| 2    | Angleterre (T) | 5 | 4 | 0 | 1 | 29 | 6  | 4  | 1  | 187 | 44  | +143 | 21  |
| 3    | Irlande        | 5 | 2 | 0 | 3 | 11 | 14 | 1  | 1  | 79  | 92  | -13  | 10  |
| 4    | Italie         | 5 | 2 | 0 | 3 | 10 | 22 | 2  | 0  | 63  | 147 | -84  | 10  |
| 5    | Écosse         | 5 | 1 | 0 | 4 | 8  | 20 | 0  | 1  | 55  | 125 | -70  | 5   |
| 6    | Pays de Galles | 5 | 1 | 0 | 4 | 7  | 26 | 0  | 1  | 48  | 164 | -116 | 5   |

|  | Vainqueure du tournoi 2018 |
|  | T : tenante du titre 2017  |

Attribution des points de classement (pts) : quatre points sont attribués pour une victoire, deux points pour un match nul, aucun point en cas de défaite, un point si au moins 4 essais marqués, un point en cas de défaite avec moins de 8 points d'écart, trois points en cas de Grand Chelem.
Règles de classement : 1. points ; 2. différence de points de match ; 3. nombre d'essais marqués ; 4. titre partagé.
- L'Angleterre, bien que deuxième, a les meilleures attaque (en termes de points et d'essais marqués) et différence de points.
- La France réalise le Grand Chelem (qui lui offre un bonus de trois points) en ayant la défense la plus performante (en points comme en essais encaissés).

## Actrices du Tournoi des Six Nations

### Joueuses

#### Angleterre
| Entraîneur | Entraîneur             | Simon Middleton (en)                                                                  |
| Avants     | Pilier                 | Rochelle Clark, Sarah Bern, Vickii Cornborough, Justine Lucas (en), Heather Kerr (en) |
| Avants     | Talonneur              | Lark Davies, Amy Cokayne                                                              |
| Avants     | Deuxième ligne         | Abbie Scott, Tamara Taylor, Rowena Burnfield, Olivia Jones, Catherine O’Donnell       |
| Avants     | Troisième ligne aile   | Poppy Cleall, Marlie Packer, Izzy Noel-Smith, Shaunagh Brown, Poppy Leitch            |
| Avants     | Troisième ligne centre | Sarah Hunter , Jo Brown                                                               |
| Arrières   | Demi de mêlée          | Leanne Riley, Caity Mattinson, Bianca Blackburn, Rachael Woosey                       |
| Arrières   | Demi d'ouverture       | Katy McLean, Zoe Harrison, Kelly Smith                                                |
| Arrières   | Centre                 | Lauren Cattell, Rachael Burford, Lagi Tuima, Amber Reed                               |
| Arrières   | Ailier                 | Abigail Dow, Danielle Waterman, Charlotte Clapp                                       |
| Arrières   | Arrière                | Ellie Kildunne, Charlotte Pearce                                                      |

#### Écosse
| Entraîneur | Entraîneur             | Shade Munro (en)                                          |
| Avants     | Pilier                 | Jade Konkel, Megan Kennedy, Mags Lowish, Siobhan McMillan |
| Avants     | Talonneur              | Rachel Malcolm, Jodie Rettie, Lana Skeldon                |
| Avants     | Deuxième ligne         | Emma Wassell, Deborah McCormack                           |
| Avants     | Troisième ligne aile   | Louise McMillan, Lindsey Smith, Siobhan Cattigan          |
| Avants     | Troisième ligne centre | Sarah Bonar                                               |
| Arrières   | Demi de mêlée          | Jenny Maxwell, Mhairi Grieve, Sarah Law                   |
| Arrières   | Demi d'ouverture       | Helen Nelson                                              |
| Arrières   | Centre                 | Lisa Thomson, Lisa Martin , Hannah Smith                  |
| Arrières   | Ailier                 | Elizabeth Musgrove, Rhona Lloyd, Lauren Harris            |
| Arrières   | Arrière                | Chloe Rollie, Eilidh Sinclair                             |

#### France
| Entraîneur | Entraîneur             | Samuel Cherouk |
| Avants     | Pilier                 | Lise Arricastre, Patricia Carricaburu, Annaëlle Deshayes, Julie Duval, Madoussou Fall, Laure Touyé, Maïlys Dhia Traoré |
| Avants     | Talonneur              | Gaëlle Mignot, Agathe Sochat, Miléna Soloch, Caroline Thomas                                                           |
| Avants     | Deuxième ligne         | Céline Ferer, Audrey Forlani, Safi N'Diaye                                                                             |
| Avants     | Troisième ligne aile   | Maëlle Filopon, Émeline Gros, Gaëlle Hermet , Marjorie Mayans, Coumba Diallo                                           |
| Avants     | Troisième ligne centre | Fiona Lecat, Romane Ménager                                                                                            |
| Arrières   | Demi de mêlée          | Pauline Bourdon, Yanna Rivoalen                                                                                        |
| Arrières   | Demi d'ouverture       | Élise Pignot |
| Arrières   | Centre                 | Marine Ménager, Jade Le Pesq, Camille Boudaud, Gabrielle Vernier, Carla Neisen                                         |
| Arrières   | Ailier                 | Cyrielle Banet, Caroline Boujard                                                                                       |
| Arrières   | Arrière                | Emma Coudert, Jessy Trémoulière                                                                                        |

#### Galles
| Entraîneur | Entraîneur             | Rowland Phillips (en)                                                                           |
| Avants     | Pilier                 | Caryl Thomas, Amy Evans, Cerys Hale, Gwenllian Pyrs, Megan York (en), Cara Hope                 |
| Avants     | Talonneur              | Carys Phillips , Kelsey Jones                                                                   |
| Avants     | Deuxième ligne         | Natalia John, Melissa Clay, Siwan Lillicrap                                                     |
| Avants     | Troisième ligne aile   | Alisha Butchers, Bethan Lewis, Nia Davies, Sioned Harries, Lleucu George, Awen Prysor           |
| Avants     | Troisième ligne centre | Shona Powell Hughes (en), Amy Thomas                                                            |
| Arrières   | Demi de mêlée          | Jade Knight, Rhiannon Parker, Ffion Lewis                                                       |
| Arrières   | Demi d'ouverture       | Robyn Wilkins, Elinor Snowsill, Jodie Evans                                                     |
| Arrières   | Centre                 | Kerin Lake, Rebecca De Filippo (en), Gemma Rowland, Hannah Jones, Rhiannon Nokes, Alecs Donovan |
| Arrières   | Ailier                 | Hannah Bluck, Jessica Kavanagh-Williams, Jasmine Joyce, Angharad De Smet                        |
| Arrières   | Arrière                | Lisa Neumann                                                                                    |

#### Irlande
| Entraîneur | Entraîneur             | Adam Griggs                                                                   |
| Avants     | Pilier                 | Lindsay Peat, Fiona Reidy, Leah Lyons, Ciara O'Connor                         |
| Avants     | Talonneur              | Cliodhna Moloney, Katie Fitzhenry, Katie Heffernan                            |
| Avants     | Deuxième ligne         | Ciara Cooney, Orla Fitzsimons, Elaine Anthony, Nichola Fryday                 |
| Avants     | Troisième ligne aile   | Anna Caplice, Claire Molloy, Paula Fitzpatrick                                |
| Avants     | Troisième ligne centre | Ciara Griffin , Edel McMahon                                                  |
| Arrières   | Demi de mêlée          | Ailsa Hughes, Nicole Cronin, Mary Healy                                       |
| Arrières   | Demi d'ouverture       | Niamh Briggs                                                                  |
| Arrières   | Centre                 | Claire McLaughlin, Sene Naoupu, Nikki Caughey, Louise Galvin                  |
| Arrières   | Ailier                 | Megan Williams, Alison Miller, Ashleigh Baxter, Jeamie Deacon, Hannah Tyrrell |
| Arrières   | Arrière                | Kim Flood, Mairead Coyne, Susan Vaughan                                       |

#### Italie
| Entraîneur | Entraîneur             | Andrea Di Giandomenico                                                          |
| Avants     | Pilier                 | Eleonora Ricci, Lucia Gai, Giorgia Durante, Gaia Giacomoli                      |
| Avants     | Talonneur              | Melissa Bettoni, Michela Merlo, Chiara Maria d'Apice, Silvia Turani             |
| Avants     | Deuxième ligne         | Valentina Ruzza, Valeria Fedrighi, Giordana Duca, Miriam Pagani, Elisa Pillotti |
| Avants     | Troisième ligne aile   | Ilaria Arrighetti, Elisa Giordano, Beatrice Veronese, Bianca Maria Coltellini   |
| Avants     | Troisième ligne centre | Isabella Locatelli, Giada Franco                                                |
| Arrières   | Demi de mêlée          | Sara Barattin , Arianna Corbucci                                                |
| Arrières   | Demi d'ouverture       | Veronica Madia, Jessica Busato                                                  |
| Arrières   | Centre                 | Michela Sillari, Beatrice Rigoni, Elisa Bonaldo, Annamaria Gizzi, Aura Muzzo    |
| Arrières   | Ailier                 | Sofia Stefan, Maria Magatti, Jessica Busato, Carlotta Guerreschi                |
| Arrières   | Arrière                | Manuela Furlan                                                                  |

### Arbitres
Liste des arbitres de champ du Tournoi :
| FIRA-AER | FORU            | CAR                    | RAN             | AR          |
| --- | --------------- | ---------------------- | --------------- | ----------- |
| - Kevin Beggs - Beatrice Benvenuti - Sara Cox - Hollie Davidson - Sean Gallagher - Claire Hodnett - Graham Hughes - Marie Lematte - Brian MacNeice - Joy Neville - Alhambra Nievas (es) - Stefano Penne - Ian Tempest | - Graham Cooper | - Aimee Barrett-Theron | - Rose Labreche | - Tim Baker |

## Statistiques individuelles
Jessy Trémoulière est cette année la meilleure réalisatrice du tournoi.

### Meilleures marqueuses
| Rang | Joueuse           | Équipe     | Essais |
| ---- | ----------------- | ---------- | ------ |
| 1    | Ellie Kildunne    | Angleterre | 5      |
| 1    | Jessy Trémoulière | France     | 5      |
| 3    | Cyrielle Banet    | France     | 4      |
| 4    | Sarah Hunter      | Angleterre | 3      |
| 4    | Poppy Cleall      | Angleterre | 3      |
| 4    | Jade Le Pesq      | France     | 3      |
| 4    | Abby Dow          | Angleterre | 3      |
| 4    | Chloe Rollie      | Écosse     | 3      |
| 4    | Danielle Waterman | Angleterre | 3      |
| 4    | Agathe Sochat     | France     | 3      |
| 4    | Claire Molloy     | Irlande    | 3      |

### Meilleures réalisatrices
| Rang | Joueuse           | Équipe     | Points | Essais | Transf. | Pén. | Drops |
| ---- | ----------------- | ---------- | ------ | ------ | ------- | ---- | ----- |
| 1    | Jessy Trémoulière | France     | 61     | 5      | 15      | 2    | 0     |
| 2    | Katy McLean       | Angleterre | 42     | 0      | 18      | 2    | 0     |
| 3    | Ellie Kildunne    | Angleterre | 25     | 5      | 0       | 0    | 0     |
| 4    | Cyrielle Banet    | France     | 20     | 4      | 0       | 0    | 0     |
| 5    | Michela Sillari   | Italie     | 18     | 1      | 5       | 1    | 0     |
| 6    | Sarah Hunter      | Angleterre | 15     | 3      | 0       | 0    | 0     |
| 6    | Poppy Cleall      | Angleterre | 15     | 3      | 0       | 0    | 0     |
| 6    | Jade Le Pesq      | France     | 15     | 3      | 0       | 0    | 0     |
| 6    | Abby Dow          | Angleterre | 15     | 3      | 0       | 0    | 0     |
| 6    | Chloe Rollie      | Écosse     | 15     | 3      | 0       | 0    | 0     |
| 6    | Danielle Waterman | Angleterre | 15     | 3      | 0       | 0    | 0     |
| 6    | Agathe Sochat     | France     | 15     | 3      | 0       | 0    | 0     |
| 6    | Niamh Briggs      | Irlande    | 15     | 0      | 6       | 1    | 0     |
| 6    | Claire Molloy     | Irlande    | 15     | 3      | 0       | 0    | 0     |

## Détails des matchs

### Première journée
| 2 février 2018 18 h UTC | Pays de Galles                                                                              | 18 - 17 (13 - 0) | Écosse bd | Eirias Stadium, Colwyn Bay Arbitre : Sean Gallagher |
| 2 février 2018 18 h UTC | Essai(s) : 3 Kavanagh-Williams (11e), Bluck (40e+1), Lake (51e) Pénalité(s) : 1 Evans (24e) | Rapport          | Essai(s) : 3 Rollie (43e), (64e), Konkel (69e) Transformation(s) : 1 Law (70e) Carton(s) jaune(s) : 1 Cattigan (75e) | Eirias Stadium, Colwyn Bay Arbitre : Sean Gallagher |
| 2 février 2018 18 h UTC |                                                                                             | Rapport          | | Eirias Stadium, Colwyn Bay Arbitre : Sean Gallagher |

| 3 février 2018 21 h UTC+1 | France bo                                                                                                   | 24 - 0 (17 - 0) | Irlande | Stade Ernest-Wallon, Toulouse Arbitre : Ian Tempest |
| 3 février 2018 21 h UTC+1 | Essai(s) : 4 Banet (6e), Le Pesq (25e, 74e), Trémoulière (34e) Transformation(s) : 2 Trémoulière (26e, 75e) | Rapport         |         | Stade Ernest-Wallon, Toulouse Arbitre : Ian Tempest |
| 3 février 2018 21 h UTC+1 | | Rapport         |         | Stade Ernest-Wallon, Toulouse Arbitre : Ian Tempest |

| 4 février 2018 18 h 30 UTC+1 | Italie                                                                                                  | 7 - 42 (7 - 7) | Angleterre bo | Stadio Mirabello, Reggio d'Émilie Arbitre : Rose Labreche |
| 4 février 2018 18 h 30 UTC+1 | Essai(s) : 1 Ruzza (it) (34e) Transformation(s) : 1 Sillari (35e) Carton(s) jaune(s) : 1 Veronese (74e) | Rapport        | Essai(s) : 7 Bern (6e), Hunter (54e, 67e, 80e), P. Cleall (56e), Dow (60e), Kildunne (70e) Transformation(s) : 2 McLean (7e, 68e) Pénalité(s) : 1 McLean (43e) | Stadio Mirabello, Reggio d'Émilie Arbitre : Rose Labreche |
| 4 février 2018 18 h 30 UTC+1 | | Rapport        | | Stadio Mirabello, Reggio d'Émilie Arbitre : Rose Labreche |

### Deuxième journée
| 10 février 2018 12 h 15 UTC | Angleterre bo | 52 - 0 (26 - 0) | Pays de Galles | The Stoop, Twickenham Arbitre : Aimee Barrett-Theron |
| 10 février 2018 12 h 15 UTC | Essai(s) : 8 P. Cleall (8e, 70e), Dow (17e), Riley (21e), Kildunne (30e, 79e), Packer (46e), Burford (60e) Transformation(s) : 6 McLean (9e, 18e, 22e, 47e, 61e, 80e) | Rapport         |                | The Stoop, Twickenham Arbitre : Aimee Barrett-Theron |
| 10 février 2018 12 h 15 UTC | | Rapport         |                | The Stoop, Twickenham Arbitre : Aimee Barrett-Theron |

| 10 février 2018 19 h 5 UTC | Écosse                    | 3 - 26 (3 - 12) | France bo | Scotstoun Stadium, Glasgow Arbitre : Graham Cooper |
| 10 février 2018 19 h 5 UTC | Pénalité(s) : 1 Law (30e) | Rapport         | Essai(s) : 4 Sochat (36e), Banet (38e), Boujard (72e), Le Pesq (79e) Transformation(s) : 3 Trémoulière (39e, 73e, 80e) Carton(s) jaune(s) : 1 Carricaburu (32e) | Scotstoun Stadium, Glasgow Arbitre : Graham Cooper |
| 10 février 2018 19 h 5 UTC |                           | Rapport         | | Scotstoun Stadium, Glasgow Arbitre : Graham Cooper |

| 11 février 2018 13 h UTC | Irlande                                                                                          | 21 - 8 (7 - 3) | Italie                                                   | Donnybrook Rugby Ground, Dublin Arbitre : Tim Baker |
| 11 février 2018 13 h UTC | Essai(s) : 3 Williams (9e), Griffin (en) (66e, 76e) Transformation(s) : 3 Briggs (10e, 67e, 77e) | Rapport        | Essai(s) : 1 Ricci (79e) Pénalité(s) : 1 Sillari (40e+2) | Donnybrook Rugby Ground, Dublin Arbitre : Tim Baker |
| 11 février 2018 13 h UTC |                                                                                                  | Rapport        |                                                          | Donnybrook Rugby Ground, Dublin Arbitre : Tim Baker |

### Troisième journée
| 23 février 2018 19 h 5 UTC | Écosse                                                                                       | 8 - 43 (8 - 26) | Angleterre bo | Scotstoun Stadium, Glasgow 3 278 spectateurs Arbitre : Joy Neville |
| 23 février 2018 19 h 5 UTC | Essai(s) : 1 Konkel (18e) Pénalité(s) : 1 Law (16e) Carton(s) jaune(s) : 1 S. McMillan (63e) | Rapport         | Essai(s) : 7 Waterman (3e, 67e), Bern (8e), C. Pearce (21e, 48e), Kildunne (39e), Tuima (63e) Transformation(s) : 4 McLean (4e, 10e, 22e, 64e) Carton(s) jaune(s) : 2 Noel-Smith (en) (30e), Burnfield (56e) | Scotstoun Stadium, Glasgow 3 278 spectateurs Arbitre : Joy Neville |
| 23 février 2018 19 h 5 UTC |                                                                                              | Rapport         | | Scotstoun Stadium, Glasgow 3 278 spectateurs Arbitre : Joy Neville |

| 24 février 2018 21 h UTC+1 | France bo | 57 - 0 (38 - 0) | Italie                              | Stade Armand Cesari, Bastia Arbitre : Rose Labreche |
| 24 février 2018 21 h UTC+1 | Essai(s) : 8 Banet (8e, 15e), Trémoulière (30e), Ménager (35e, 76e), Sochat (40e), Rivoalen (73e), Bourdon (80e+1) Transformation(s) : 7 Trémoulière (9e, 17e, 31e, 36e, 40e+1, 74e, 80e+2) Pénalité(s) : 1 Trémoulière (23e) Carton(s) jaune(s) : 1 Mayans (53e) | Rapport         | Carton(s) jaune(s) : 1 Furlan (39e) | Stade Armand Cesari, Bastia Arbitre : Rose Labreche |
| 24 février 2018 21 h UTC+1 | | Rapport         |                                     | Stade Armand Cesari, Bastia Arbitre : Rose Labreche |

| 25 février 2018 15 h UTC | Irlande bo | 35 - 12 (14 - 0) | Pays de Galles                                                                    | Donnybrook Rugby Ground, Dublin Arbitre : Sara Cox |
| 25 février 2018 15 h UTC | Essai(s) : 5 Lyons (en) (16e), Molloy (en) (40e+2, 79e), Naoupu (en) (52e), Tyrrell (74e) Transformation(s) : 5 Briggs (17e, 40e+3, 53e), Flood (75e, 80e) Carton(s) jaune(s) : 1 Peat (en) (46e) | Rapport          | Essai(s) : 2 Evans (en) (44e), Harries (46e) Transformation(s) : 1 Snowsill (45e) | Donnybrook Rugby Ground, Dublin Arbitre : Sara Cox |
| 25 février 2018 15 h UTC | | Rapport          |                                                                                   | Donnybrook Rugby Ground, Dublin Arbitre : Sara Cox |

### Quatrième journée
| 10 mars 2018 21 h UTC+1 | France                                                                              | 18 - 17 (10 - 7) | Angleterre bd | Stade des Alpes, Grenoble 17 440 spectateurs Arbitre : Joy Neville |
| 10 mars 2018 21 h UTC+1 | Essai(s) : 3 Trémoulière (30e, 79e), Drouin (40e) Pénalité(s) : 1 Trémoulière (55e) | Rapport          | Essai(s) : 2 Dow (8e), Cokayne (52e) Transformation(s) : 2 McLean (9e, 52e) Pénalité(s) : 1 McLean (72e) Carton(s) jaune(s) : 1 Burford (13e) | Stade des Alpes, Grenoble 17 440 spectateurs Arbitre : Joy Neville |
| 10 mars 2018 21 h UTC+1 |                                                                                     | Rapport          | | Stade des Alpes, Grenoble 17 440 spectateurs Arbitre : Joy Neville |

- Le nombre de 17 440 spectateurs est un nouveau record pour un match du Tournoi des Six Nations féminin[29].

| 11 mars 2018 11 h 45 UTC | Pays de Galles bd | 15 - 22 (8 - 12) | Italie bo                                                                                                  | Principality Stadium, Cardiff Arbitre : Marie Lematte |
| 11 mars 2018 11 h 45 UTC | Essai(s) : 2 Butchers (31e), Harries (68e) Transformation(s) : 1 Wilkins (69e) Pénalité(s) : 1 Wilkins (27e) Carton(s) jaune(s) : 3 Clay (52e), Butchers (62e), Harries (75e) | Rapport          | Essai(s) : 4 Locatelli (8e), Magatti (38e), Rigoni (49e), Sillari (79e) Transformation(s) : 1 Sillari (9e) | Principality Stadium, Cardiff Arbitre : Marie Lematte |
| 11 mars 2018 11 h 45 UTC | | Rapport          | | Principality Stadium, Cardiff Arbitre : Marie Lematte |

| 11 mars 2018 13 h UTC | Irlande bd                                                                                     | 12 - 15 (0 - 3) | Écosse | Donnybrook Rugby Ground, Dublin Arbitre : Ian Tempest |
| 11 mars 2018 13 h UTC | Essai(s) : 2 de pénalité (49e), Fitzpatrick (en) (68e) Transformation(s) : 1 de pénalité (49e) | Rapport         | Essai(s) : 2 Nelson (41e), Rollie (61e) Transformation(s) : 1 Skeldon (62e) Pénalité(s) : 1 Nelson (8e) Carton(s) jaune(s) : 1 Kennedy (en) (57e) | Donnybrook Rugby Ground, Dublin Arbitre : Ian Tempest |
| 11 mars 2018 13 h UTC |                                                                                                | Rapport         | | Donnybrook Rugby Ground, Dublin Arbitre : Ian Tempest |

### Cinquième journée
| 16 mars 2018 17 h 30 UTC+0 | Angleterre bo | 33 - 11 (19 - 6) | Irlande                                                                    | Ricoh Arena, Coventry 6 667 spectateurs Arbitre : Alhambra Nievas (es) |
| 16 mars 2018 17 h 30 UTC+0 | Essai(s) : 5 Waterman (10e), Packer (26e), Cokayne (29e), Kildunne (57e), Reed (63e) Transformation(s) : 4 McLean (27e, 31e, 58e, (65e) | Rapport          | Essai(s) : 1 Molloy (en) (71e) Pénalité(s) : 2 Tyrrell (20e), Briggs (34e) | Ricoh Arena, Coventry 6 667 spectateurs Arbitre : Alhambra Nievas (es) |
| 16 mars 2018 17 h 30 UTC+0 | | Rapport          |                                                                            | Ricoh Arena, Coventry 6 667 spectateurs Arbitre : Alhambra Nievas (es) |

| 16 mars 2018 18 h UTC+0 | Pays de Galles                                                   | 3 - 38 (3 - 19) | France bo | Eirias Stadium, Colwyn Bay Arbitre : Beatrice Benvenuti |
| 16 mars 2018 18 h UTC+0 | Pénalité(s) : 1 Wilkins (35e) Carton(s) jaune(s) : 1 Joyce (51e) | Rapport         | Essai(s) : 6 Bourdon (5e), Drouin (11e), Trémoulière (39e), de pénalité (51e), Sochat (56e), Neisen (67e) Transformation(s) : 4 Trémoulière (6e, 12e, 57e), de pénalité (51e) | Eirias Stadium, Colwyn Bay Arbitre : Beatrice Benvenuti |
| 16 mars 2018 18 h UTC+0 |                                                                  | Rapport         | | Eirias Stadium, Colwyn Bay Arbitre : Beatrice Benvenuti |

| 18 mars 2018 15 h UTC+1 | Italie bo | 26 - 12 (19 - 0) | Écosse                                                                         | Stadio Plebiscito, Padoue Arbitre : Sara Cox |
| 18 mars 2018 15 h UTC+1 | Essai(s) : 4 Bettoni (2e), Stefan (9e), Franco (26e), Rigoni (42e) Transformation(s) : 3 Sillari (3e, 27e, 43e) | Rapport          | Essai(s) : 2 Skeldon (56e), Sinclair (62e) Transformation(s) : 1 Skeldon (63e) | Stadio Plebiscito, Padoue Arbitre : Sara Cox |
| 18 mars 2018 15 h UTC+1 | | Rapport          |                                                                                | Stadio Plebiscito, Padoue Arbitre : Sara Cox |

## Diffusion TV
- France : France 4 pour les matches de l'équipe de France